# Ecaterina Szabóová
Ecaterina Szabóová (rodným jménem Szabó Katalin; * 22. ledna 1967 Zagon) je bývalá rumunská gymnastka maďarské národnosti, jejíž forma kulminovala v letech 1983–1984. Je držitelkou čtyř zlatých olympijských medailí a jedné stříbrné. Všechny získala na hrách v Los Angeles roku 1984, jichž se Rumunsko jako jedna z mála komunistických zemí zúčastnilo. Její bilance ji katapultovala do pozice medailově nejúspěšnějšího sportovce losangeleských her. V počtu zlatých olympijských medailí je druhou nejúspěšnější rumunskou gymnastkou historie, po Nadie Comaneciové. Nejvyšší umístění si tehdy připsala v prostných, přeskoku, na kladině a v soutěži družstev (o zlato na kladině se dělila s krajankou Simonou Păucaovou). Druhou příčku obsadila ve víceboji. Je též dvojnásobnou mistryní světa (1983 prostná, 1987 družstva) a taktéž dvojnásobnou mistryní Evropy z roku 1983 (prostná a bradla). V roce 2000 byla uvedena do Mezinárodní gymnastické síně slávy. Její rodné jméno bylo Katalin, ale musela ho změnit pod tlakem rumunských úřadů, aby znělo méně maďarsky. Závodní kariéru ukončila roku 1987, načež začala studovat na tělovýchovné univerzitě v Bukurešti. Po dokončení studia se věnovala trénování, k jejím svěřenkyním patřila například mistryně světa Maria Olaruová. Roku 1992 odešla i s manželem do Francie, kde se dále věnuje trénování.